# Misha Salden
Misha Salden (Zaandam, 28 september 1973) is een Nederlands voormalig voetballer en huidig voetbalcoach.
Salden speelde als prof voor Haarlem, Telstar en FC Volendam. In de jeugd kwam hij uit voor AZ en KFC waar hij ook na zijn spelersloopbaan weer ging spelen.
Al tijdens zijn voetbalcarrière was hij actief als trainer van KFC (2003-2006) en RKSV HBC (2006-2009). Telstar wilde niet meewerken aan een fulltime overstap als trainer van hoofdklasser ADO'20. Toen in 2009 zijn contract afliep ging hij aan de slag bij FC Lisse waarmee hij in zijn eerste seizoen promoveerde naar de Topklasse. In 2013 behaalde hij het diploma Coach Betaald Voetbal waarvoor hij onder meer stage liep bij FC Volendam. Van 2014 tot 2017 was Misha Salden Hoofd Jeugdopleidingen en Technisch manager van FC Volendam. Vanaf het seizoen 2017/18 is hij hoofdtrainer van FC Volendam. Daar werd hij eind september 2018 uit zijn functie ontheven en keerde hij terug naar zijn rol als technisch manager. Aan het einde van het seizoen 2018/19 liep zijn contract af, waarop hij aan de slag ging als jeugdtrainer bij Ajax. Medio 2022 werd Salden aangesteld als hoofd jeugdopleiding van Sharjah FC (Verenigde Arabische Emiraten), waar hij namens de Ajax Coaching Academy de filosofie van de Amsterdamse club gaan implementeren en uitdragen.